# گابریلا پالم
گابریلا پالم (انگلیسی: Gabriella Palm؛ زادهٔ تاریخ ورودی نامعتبر است) بازیکن واترپلو زن اهل استرالیا است.
وی در مسابقات کشوری و بین‌المللی در مجموع برندهٔ ۱ مدال نقره، ۲ مدال برنز شده است.